# Czarny budżet
Czarny budżet – określenie budżetu, który jest tworzony w tajemnicy z powodów bezpieczeństwa narodowego. Zazwyczaj pokrywa wydatki związane z badaniami militarnymi. Jest tworzony z dochodu państwa lub korporacji w różnych formach, na przykład w formie specjalnego departamentu.
Uważa się, że wiele wojskowych programów armii Stanów Zjednoczonych jest finansowanych z takiego budżetu. Departament Obrony Stanów Zjednoczonych używa "czarnego budżetu", aby pokryć wydatki związane z przedsięwzięciami, których nie chce ujawnić publicznie. Takie wydatki nazywane są "czarnymi projektami". Szacuje się, że czarny budżet Departamentu Obrony Stanów Zjednoczonych wynosił w 2008 roku 32 miliardy dolarów, a w 2009 roku wzrósł do 50 miliardów dolarów.